# WD 1856+534
WD 1856+534とは、りゅう座の方向に存在する白色矮星である。地球から約 80.7光年 (24.7 pc) 離れた位置にあるこの白色矮星は、2つの赤色矮星のペアとの三重星系の一部をなしている。有効温度は 4,700 K (4,430 °C; 8,000 °F) で、年齢は約58億年とされる。WD 1856+534の質量は太陽の約半分であるが、半径ははるかに小さく、地球の約40%大きいサイズとされる。

## 惑星系
WD 1856+534には、その周囲に1つの太陽系外惑星であるWD 1856+534 bを持つことが知られている。この惑星は、2019年7月から8月にかけて、TESSによるトランジット法を用いた観測で最初に惑星候補として検出された。2020年にトランジットデータを解析したところ、地球の10倍以上の半径を持つ木星に似た巨大惑星であることが判明した。この惑星は、主星から約0.02天文単位離れた位置を公転しており、公転周期は水星の公転周期の60分の1である。惑星と白色矮星の距離が予想外に近いことは、主星が赤色巨星から白色矮星に進化した後、惑星の軌道が内側に移動したことが確実であることを意味している。この移動は、WD 1856+534が階層的な三重星系に属しているという事実に関連している可能性がある。白色矮星とその惑星は、遠く離れた2つの赤色矮星の連星系である、G 229-20に重力で結合されている。G 229-20との重力相互作用は、いくつかのホット・ジュピターと同様の方法で、古在メカニズム (英: Kozai mechanism, Lidov–Kozai mechanism)によって惑星の移動を引き起こした可能性があるというのが1つの仮説である。
| 名称 （恒星に近い順） | 質量       | 軌道長半径 （天文単位） | 公転周期 (日)       | 軌道離心率 | 軌道傾斜角    | 半径        |
| --------------------- | ---------- | ----------------------- | ------------------- | ---------- | ------------- | ----------- |
| b                     | 9.1±4.7 MJ | 0.0204±0.0012           | 1.4079405±0.0000011 | ~0         | 88.778±0.059° | 10.4±1.0 R⊕ |